# Sei ancora qui - I Still See You
Sei ancora qui - I Still See You (I Still See You) è un film del 2018 diretto da Scott Speer.
Pellicola di fantascienza e thriller tratta dal romanzo di Daniel Waters Break My Heart 1,000 Times. Fanno parte del cast, fra gli altri: Bella Thorne, Dermot Mulroney e Richard Harmon.

## Trama
Chicago: l'esplosione accidentale del laboratorio dello scienziato Dr. Martin Steiner uccide numerosissime persone tra cui anche il padre di Veronica 'Ronnie' Calder, al tempo una bambina. Da allora questi defunti appaiono ai vivi sotto forma di "reminiscenze", esseri non senzienti e immateriali, che ripetono sempre quelle che furono le loro ultime azioni prima della morte. Il padre di Ronnie appare ogni mattina a tavola mentre legge il giornale, e sua madre si rifiuta costantemente di affrontare l'argomento: ciò causa un diverbio fra le due. Proprio in concomitanza con ciò alcuni nuovi reminiscenti appaiono agli occhi di Ronnie: fra di loro c'è un ragazzo che lei intuisce si chiami Brian, il quale riesce a scriverle la parola "RUN" su uno specchio appannato. Poche ore dopo, mentre a scuola si affronta l'argomento reminiscenti durante una lezione, Ronnie inizia a sanguinare da un orecchio.
Ronnie chiede dunque aiuto al compagno di classe Kirk, da sempre appassionato dei reminiscenti, per indagare su cosa stia accadendo. Il ragazzo accetta, anche perché vorrebbe capire perché suo padre è fra i pochi defunti a non essere mai apparso come reminiscente. I due scoprono che Brian era un sospettato d'omicidio, un ragazzo che si pensava avesse ucciso la figlia del pastore locale per poi commettere immediatamente dopo il proprio suicidio. Tale versione viene confermata anche dal pastore. Ronnie scopre che lei e la defunta figlia del pastore sono nate nello stesso giorno anche se in anni differenti. Il preside della scuola viene avvisato dal pastore dell'indagine dei ragazzi, dunque convoca Kirk nel suo ufficio affinché gli racconti cos'hanno scoperto. Mentre assiste a una partita di basket scolastica Ronnie vede per la prima volta Brian anche in questo contesto e poco dopo il preside ha un incidente mortale; pertanto Kirk pensa sia stato ucciso, in qualche modo, da Brian perché era venuto a sapere della loro indagine.
I due continuano allora a indagare e connettono Brian con altre due ragazze assassinate, Emma Shaw e Claire White: la sorella di Claire conferma che Brian era stato fidanzato con la ragazza, e che i due possono assistere alla reminiscenza della sua morte presso la No-Go-Zone di Chicago, una zona in cui l'accesso è vietato per via di un alto rischio chimico. Una volta entrati nel luogo, non senza problemi, i due ottengono dei suggerimenti da alcuni reminiscenti così da raggiungere il luogo in cui Claire morì: si tratta proprio del laboratorio di Steiner. Qui i due assistono alla scena insieme a una nutrita folla, tra cui è presente anche il dottor Steiner, visibilmente invecchiato ma riconoscibile. Egli rivela che i suoi esperimenti erano circa la possibilità di usare persone in vita come mezzi per riportare in vita i defunti, ma che affinché ciò potesse avvenire le due persone avrebbero dovuto condividere il giorno del compleanno.
Lo scienziato rivela che Brian era il suo assistente e che, secondo lui, partecipava agli esperimenti per resuscitare le sue vittime e placare i suoi sensi di colpa. Una volta ammessa la sua verità l'uomo si suicida davanti agli occhi dei ragazzi. Il giorno dopo l'amministrazione scolastica scopre che Kirk aveva una pistola nel suo armadietto: Ronnie scopre che il ragazzo era stato già cacciato da una precedente scuola per la stessa ragione. Kirk cerca di convincerla che questa volta qualcuno lo ha incastrato, ma lei non gli crede. Nel frattempo il signor Bittner, il professore, suggerisce alla ragazza di rintanarsi in un luogo sicuro nelle 48 ore successive così da impedire a Brian di riportare in vita Mary attraverso il suo corpo: per questo aiuta la ragazza a costruirsi una sorta di stanza antipanico nella sua abitazione, così che i reminiscenti non possano avervi accesso.
Contestualmente Kirk scopre che il signor Bittner era in realtà un partner di ricerca di Steiner e va a casa sua. Qui scopre che è il professore che sta cercando di usare Ronnie per riportare in vita sua figlia, ma l'uomo lo tramortisce e lo seppellisce vivo. A questo punto anche Ronnie scopre la verità: il professore le rivela che da tempo stava uccidendo ragazze nate nello stesso giorno di sua figlia per cercare di riportarla in vita, e che era stato in realtà lui a uccidere Brian e il preside facendo passare le loro morti per suicidi o incidenti quando essi avevano scoperto la verità. Brian in realtà voleva aiutarla e la stanza antipanico serviva per impedirgli di agire. La ragazza riesce a scappare e corre via attraverso un lago gelato: l'uomo tuttavia la raggiunge e immobilizza, causando la rottura del ghiaccio. Quando i due precipitano sott'acqua intervengono tuttavia i fantasmi di Mary e Brian i quali, rispettivamente, trascinano il professore sul fondo e riportano Ronnie in superficie.
Mentre Ronnie cerca con tutte le sue forze di rimanere cosciente la ragazza ha come un sogno a occhi aperti in cui rivede i momenti in cui suo padre le insegnava a pattinare su quello stesso lago gelato. Kirk, che nel frattempo è riuscito a scappare perché aiutato dal fantasma del padre, da sempre presente al suo fianco come reminescente, arriva in tempo per salvare Ronnie e portarla al sicuro. I due decidono a questo punto di fare qualcosa affinché anche il resto della popolazione di Chicago scopra cosa c'è dietro all'incidente che causò la morte di molte persone e l'apparizione dei loro reminiscenti. Mentre vanno via il reminiscente del professore appare mentre li guarda, per poi sparire.

## Produzione
Nel luglio 2016 è stato annunciato che la star Bella Thorne avrebbe preso parte in qualità di protagonista alla trasposizione cinematografica del libro Break My Heart 1,000 Times, la quale sarebbe stata diretta da Scott Speer. Le riprese sono iniziate nel 2017 e si sono svolte in parte presso la scuola Daniel McIntyre Collegiate Institute di Winnipeg, città canadese, e in parte in nella città di Manitoba, sempre in Canada.

## Promozione
Il primo trailer in lingua originale viene pubblicato il 18 luglio 2018, Mentre in italiano il primo agosto seguente.

## Distribuzione
In patria l'uscita nelle sale è avvenuta il 12 ottobre 2018, mentre quella italiana ha avuto luogo a partire dal 27 settembre dello stesso anno.

## Accoglienza

### Incassi
Il film ha incassato 1,1 milioni di dollari a livello mondiale.

### Critica
Il film ha ricevuto critiche principalmente negative da parte dei professionisti del settore. Secondo la piattaforma Rotten Tomatoes, il film ha ottenuto l'8% degli apprezzamenti ed un voto di 3,5 su 10 sulla base di 13 recensioni; secondo la piattaforma Metacritic ha invece ottenuto un punteggio di 31 su 100 sulla base di 7 recensioni.